# Michael Bonetti
Michael Bonetti (3 aprile 1982) è un ex sciatore alpino svizzero.

## Biografia
Originario di Andermatt e attivo in gare FIS dal dicembre del 1997, Bonetti esordì in Coppa Europa il 19 dicembre 2000 a Sankt Moritz in discesa libera (96º) e in Coppa del Mondo il 17 gennaio 2003 a Wengen nella medesima specialità, senza completare la prova; nel massimo circuito internazionale ottenne il miglior piazzamento il 28 dicembre 2006 a Bormio in discesa libera (20º) e prese per l'ultima volta il via il 13 gennaio 2008 a Wengen sempre in discesa libera (36º). Si ritirò al termine di quella stessa stagione 2007-2008 e la sua ultima gara fu uno slalom gigante FIS disputato ad Andermatt il 5 aprile e chiuso da Bonetti al 7º posto; non prese parte a rassegne olimpiche o iridate.

## Palmarès

### Coppa del Mondo
- Miglior piazzamento in classifica generale: 130º nel 2007

### Coppa Europa
- Miglior piazzamento in classifica generale: 47º nel 2007

### Campionati svizzeri
- 1 medaglia:
  - 1 bronzo (discesa libera nel 2007)